# Psihološke teorije poklicne orientacije
Psihološke teorije poklicne orientacije so teorije, ki govorijo o izboru poklica in poklicne kariere. Spadajo med teorije poklicne orientacije, kamor poleg psiholoških uvrščamo tudi nepsihološke teorije. Teorije zajemajo različne sklope aktivnosti, ki posamezniku omogočajo, da ugotovi, kateri so njegovi interesi, njegove zmožnosti in sposobnosti. Na podlagi tega se nato odloči za šolanje, izobraževanje ter za poklic in službo, ki jo želi opravljati.

## Teorija lastnosti in zahtev
Začetnik teorije je Frank Parsons, ki je leta 1909 opisal poklicno svetovanje kot stopenjski proces. Teorija spada v sklop teorij ujemanja in temelji na diferencialni psihologiji..

### Zgodovinski razvoj
Na začetku so teorijo obravnavali zgolj kot pristope in vodila. Skozi zgodovino je bila močno odvisna od sočasnega razvoja statističnih in psihometričnih metod (zlasti regresijskih tehnik). S tem se je v veliki meri ukvarjal Clark L. Hull, ki je leta 1928 izhodišča teorije zapisal v svoji knjigi Aptitude testing. Po letu 1933 so jo uporabljali v okviru projektov Tennessee Valley Authority, ki jih je vodil Patterson. Na njeni podlagi je avtor Strong razvil Vprašalnik poklicnih interesov. Kritiki v 50 letih 20. stoletja so opozorili, da gre pri teh pristopih za teorijo in jo kot poimenovali kot Teorijo lastnosti in zahtev. Največji prispevek pri tem je imel Donald E. Super. Na njeni podlagi je Rodger leta 1954 razvil načrt sedmih točk za izvedbo selekcijskih intervjujev, ki jih strokovnjaki uporabljajo še danes.

### Temeljne trditve teorije
- Posameznik pride do odločitve na podlagi sistematične primerjave svojih lastnosti in zahtev poklica.[2] Po tej glavni značilnosti je teorija dobila tudi ime.
- Posamezniki se racionalno odločajo in učijo.[2]
- Osebe se prilagajajo okolju in obratno.[2]
- Tako osebne poteze kot zahteve poklica lahko izmerimo.[2]
- Naloga svetovalca je, da s strokovnimi, objektivnimi in poglobljenimi podatki o lastnostih posameznika in zahtevah poklica informirati posameznika.

## Teorija Johna L. Hollanda
Hollandova tipološka teorija izbire poklica govori o šestih tipih osebnosti. Teorijo je razvil John L. Holland. Ljudi lahko razvrstimo v realistični, raziskovalni, umetniški, socialni, podjetniški ali konvencionalni tip osebnosti.
Nadalje pravi, da ljudje iščemo delovno okolje, ki se sklada z našim tipom osebnosti. Boljše ujemanje pomeni večje zadovoljstvo z delom.

### Osnovne značilnosti in predpostavke teorije
Avtor John L. Holland je svojo tipološko teorijo izbire poklica prvič predstavil leta 1958, ki pa se je nadalje razvijala vse do danes. Nanjo so vplivale tipologije osebnosti in zgodovinski razvoj vprašalnikov poklicnih interesov. Spada v skupino teorij ujemanja. Teorija govori o tem, da so izbira poklicnega dela, zadovoljstvo z delom in delovni uspeh odvisni od tega, ali je posameznik izbral okolje, ki ustreza njegovemu tipu osebnosti.
Teorija temelji na štirih osnovnih predpostavkah:
1. Prva predpostavka govori o tem, da lahko ljudi razvrstimo v enega od šestih tipov osebnosti: realistični (R), raziskovalni (I), umetniški (A), socialni (S), podjetniški (E) in konvencionalni (C) tip.
2. Druga predpostavka pravi, da lahko tudi okolja dela razvrstimo v teh istih šest kategorij: realistično, socialno, raziskovalno, podjetniško, umetniško in konvencionalno okolje.
3. Tretja predpostavka se nanaša na to, da posamezniki izbirajo takšno okolje (poklic), ki je skladno z njihovo osebnostjo.
4. Četrta predpostavka izpostavlja pomen skladnosti med osebnostjo in okoljem (poklicem), saj je vedenje posameznika odvisno od interakcije med njegovimi osebnostnimi lastnostmi in njegovim okoljem.

Po Hollandu lahko izbiro poklica, poklicno uspešnost ter druge poklicne rezultate napovemo, če poznamo interakcijo med osebnostjo in značilnostmi okolja.

### Model RIASEC
Hollandova tipološka teorija izbire poklica je označena tudi kot model RIASEC, kjer vsaka kratica predstavlja začetnico angleškega izraza za posamezen tip osebnosti. Holland je RIASEC model predstavil v obliki šesterokotnika. Šest tipov je znotraj šesterokotnika razporejenih po njihovi relativni podobnosti. Na primer: socialni in podjetniški tip, ki v modelu stojita skupaj, sta si bolj podobna kot socialni in realistični tip, ki sta si v šesterokotniku nasproti drug drugemu.

#### Realistični tip
Značilno urejeno in sistematično ravnanje s predmeti, stroji ali živalmi. Cenijo konkretne stvari kot so denar, moč, družbeni položaj. Značilna nefleksibilnost, mehanična spretnost, slabše socialne spretnosti.
Tehnični poklici: avtomehanik, voznik tovornjaka, električar, kmet, gozdar, kovinar, strojnik, ...

#### Raziskovalni tip
Značilna radovednost, nagnjenost k analiziranju, reševanju kompleksnih problemov, ugank, iskanju dejstev. Cenijo natančnost, znanost, logičnost. So neodvisni, nekomunikativni, vodenje prepuščajo drugim.
Znanstvenoraziskovalni poklici: fizik, matematik, biolog, farmacevt, programer, ...

#### Umetniški tip
Značilne svobodne in nesistematične dejavnosti, ki omogočajo ustvarjalnost, domišljijo, inovativne ideje. Cenijo umetnost, odkrivanje, svobodo delovanja. So sanjaški, introvertirani, z močnimi estetskimi vrednotami.
Umetniški poklici: ilustrator, arhitekt, igralec, kritik, slikar, modni oblikovalec, ...

#### Socialni tip
Značilne dejavnosti, ki vključujejo delo z ljudmi. Pomoč drugim pri učenju in razvoju. Cenijo socialne in etične vrednote. So spretni v komunikaciji, ekstravertni.
Učiteljski, socialni poklici: učitelj, socialni delavec, terapevt, medicinska sestra, psiholog, vzgojitelj, ...

#### Podjetniški tip
Značilna praktična usmerjenost, želja po takojšnji realizaciji in preizkušnji vsake ideje. Cenijo družben položaj, uspeh. So ambiciozni, dominantni, verbalno spretni, z voditeljskimi sposobnostmi.
Voditeljski in drugi poklici: manager, samostojni podjetnik, politik, tržnik, novinar, ...

#### Konvencionalni tip
Značilno urejeno, sistematično delo s podatki, držanje natančnih navodil. Cenijo sistematičnost, organiziranost, poslovne in ekonomske dosežke. So konzervativni, družabni, vljudni, zadržani.
Poklici, povezani z nadzorom: računovodja, tajnik, bančnik, knjigovodja, uradnik, ...

### Test SDS – Iskanje poklicne poti
Na podlagi svoje teorije, po kateri večino ljudi in poklicev razvrstimo v enega od šestih tipov, je Holland razvil test SDS – Iskanje poklicne poti (angleško Self Directed Search), ki služi kot psihodiagnostično sredstvo. Leta 1993 je izšla njegova slovenska priredba. Od leta 2008 dalje je možno vprašalnik reševati preko interneta, pri čemer posameznik po izpolnjevanju takoj dobi povratno informacijo.
Vprašalnik testiranca sprašuje o dejavnostih, ki bi jih rad opravljal, o poklicnih željah, o zmožnostih, ki jih ima po svojem mnenju, o poklicih, ki ga zanimajo ali privlačijo, ter o ocenah samega sebe glede na določene lastnosti. Razlika med najvišjim in najnižjim dosežkom na posameznih lestvicah vprašalnika je stopnja diferenciranosti osebnosti oz. okolja, ki vpliva na napovedi, ki jih lahko naredimo na podlagi tipa osebnosti, okolja ali njune interakcije.
Področje uporabe vprašalnika je precej široko. Uporablja se v šolah, ko se mladi odločajo za nadaljevanje šolanja, v službah za zaposlovanje, pri kandidatih za zaposlitev, brezposelnih, za samozaposlovanje, pri prekvalifikacijah, načrtovanju razvoja kadrov, reševanju kadrovskih problemov, ugotavljanju razlogov za neustreznost zaposlitve, itd. Test se lahko uporablja skupinsko ali individualno.

## Teorije socialnega učenja
Teorije socialnega učenja je razvijalo več avtorjev, najpomembnejši med njimi  je John D. Krumboltz..Podlaga teorij je Teorija socialnega učenja avtorja Alberta Bandure. Osredotočajo se na to, kako posameznike naučiti tehnik kariernega odločanja in njihove učinkovite uporabe.

### Elementi teorij
- Prirojene in podedovane lastnosti posameznika (rasa, spol, intelektualno zavedanje, motorične sposobnosti, ...)
- Okolje (družbena klima, izobraževalne možnosti, politika, možnosti in pogoji zaposlovanja, ...)
- Zgodovine učenja (asociativno in instrumentalno učenje)
- Spretnost, kako se lotevati naloge (izvira iz interakcije med podedovanimi lastnostmi, dogodki okolja in zgodovinami učenja)

Iz kombinacije elementov teorij (dednost, okolje, zgodovine učenja in spretnosti lotevanja nalog) Krumboltz predvideva tri pomembne posledice: 
1. Posplošitve opazovanja sebe – pogledi na samega sebe, ki se jih posamezni uči ob različnih izkušnjah, samopodoba
2. Spretnost, kako se lotiti naloge – kognitivna in afektivna dispozicija, ki jo posameznik kaže pri tem, kako se ukvarja z nalogami, jih razlaga in napoveduje.
3. Izidi ukrepov – vedenja, ki se tičejo sprejemanja odločitev

### Domneve teorij
Če je posameznik med uspešnim ukvarjanjem z dejavnostjo prejel pozitivne podkrepitve, bo bolj nagnjen k izražanju preferenc in obratno. Če je prejemal negativne podkrepitve ali bil za dejavnost kaznovan, bo izražal negativne preference oz. bo dejanje odklanjal.
Če oseba na področju poklicnih odločitev prejema pozitivne povratne informacije in spodbude, je bolj verjetno, da bo imela do tega pozitivno stališče. Podobno, če opazuje drug model, ki prejema pozitivne povratne informacije. V kolikor so povratne informacije negativne ali je oseba (ali model) za svoje vedenje kaznovana, so verjetnejše negativne preference oz. izogibanje.
Če oseba izrazi preferenco za neko dejavnost, je bolj verjetno, da se bo vključila v šolanje, ki ji bo omogočilo delo na izbranem področju. Bolj verjetno se bo odločila za šolanje na nekem področju tudi takrat, ko je prejela informacije o šoli, kot če jih ni prejela. Verjetnost za vpis na določeno šolo je večja, ko se posameznikove spretnosti ujemajo z zahtevami okolja, v katerem dejavnost poteka.

## Hoppockova eklektična teorija
Hoppock je v svoji teoriji strnil in povzel vse bistvene in stične točke različnih teorij, pri čemer je se osredotočil predvsem na načela, ki vplivajo ne delo svetovalcev, ki se vsakodnevno ukvarjajo s kariernim svetovanjem. Nastala je v okviru Hoppockovega učbenika o poklicnem informiranju.

## Teorija Ginzberga, Ginzburga, Axelarda in Herme
Teorija je nastala na podlagi trditve, da dejavnost poklicnih svetovalcev ne temelji na teoretičnih temeljih.. Razvili so jo na empiričnih temeljih z longitudinalno raziskavo in sodi med razvojne teorije.

### Trditve teorije
Izbira poklica je razvojni proces, ki je ireverzibilen. K tej nepovratnosti prispevajo psihološki in okoljski dejavniki. Vsaka odločitev je odvisna tudi od vseh prejšnjih odločitev. Proces izbire se konča s kompromisom med danimi možnostmi okolja in željami posameznika. Leta 1972 se avtorji revidirali svojo teorijo in zaključili, da proces izbire poklica poteka tokom celotnega šolskega in delovnega obdobja. Posamezniki ves čas težijo k iskanju največjega zadovoljstva ob omejitvah in zahtevah okolja. Proces so opredelili kot reverzibilen.
Razvoj poklicne odločitve:
Proces odločitev poteka v treh obdobjih, ki se razlikujejo po tem, kako posameznik prevaja svoje impulze in potrebe v poklicno odločitev..
| Obdobje             | Starost (leta) | Opis | Faze                                                            |
| ------------------- | -------------- | --- | --------------------------------------------------------------- |
| Fantazijsko obdobje | 6-11           | Otrok razmišlja o svojem poklicu v okviru želja in predstav o odraslosti. Želje so močno odvisne od vplivov okolja (vrstnikov, idolov). | /                                                               |
| Obdobje poskusov    | 12-17          | Mladostnik se zave omejitev okolja in razmišlja o zadovoljevanju potreb v prihodnosti, ne v danem trenutku. Še vedno so zelo pomembni subjektivni faktorji (interesi, zmožnosti, vrednote). Tokom obdobja se večina zave svoje prevelike subjektivnosti, kar poteka skozi 4 faze | faza interesov, faza sposobnosti, faza vrednot in prehodna faza |
| Realistično obdobje | 17+            | Večinoma osebe uvidijo nujnost kompromisa med željami in realnostjo | faza eksploracije, faza kristalizacije, faza specifikacije      |

## Teorija Anne Roe
Teorija Anne Roe sodi med psihodinamične teorije. Avtorica je v svoji teoriji povezovala Murphyjevo psihoanalitično teorijo in Maslowo motivacijsko teorijo. Glavni poudarek njene teorije so motivacijski faktorji, ki niso zavestni, poudarja pa tudi pomen zgodnjih izkušenj v otroštvu in starševsko vzgojo.

### Klasifikacija poklicev
Avtorica je na podlagi svoje teorije sestavila klasifikacijo poklicev, ki temelji na dveh dimenzijah: 
1. področje dejavnosti: predlaga 8 temeljnih skupin poklicev: storitvene dejavnosti, poslovni stiki, uprava, tehnologija, terenski poklici, znanost, splošna kultura, umetnost in zabava;
2. Raven zahtevnosti delovanja na določenem področju: loči 6 stopenj zahtevnosti od nekvalificiranega do profesionalnega in upraviteljskega dela. Pri tem upošteva stopnjo odgovornosti, sposobnosti in znanja. Podrobnejši opisi klasifikacije so opisani v njeni knjigi The Psychology of Occupations (1956).

## Teorija Donalda E. Superja
Teorija Donalda E. Superja je razvojna teorija poklicnega razvoja. Avtor je izhajal iz kritike Teorije lastnosti in zahtev. Teorija je pod močnim vplivom razvojne psihologije (zlasti C. Bühler) in psihologije jaza ter samopodobe. Osrednji pojem teorije je pojem kariera, ki ga Super opredeljuje kot zaporedje opravil in družbenih vlog, ki jih posameznik opravlja v svojem življenju. Sem so vključena vsa opravila in vloge, ne le tiste, povezane s poklicnim življenjem. Drugi pomembne pojem je izbira poklica, ki je opredeljena kot proces dogodkov in odločitev. Posameznik z njo izrazi svojo samopodobo in začne z novo družbeno vlogo. Poklicni razvoj pa je le en vidik posameznikovega razvoja.

### Poklicna zrelost
Poklicna zrelost je razvojna stopnja, ki jo je posameznik dosegel na poti od poklicnega raziskovanja do upada. Nanjo vplivajo biosocialni dejavniki (starost, inteligentnost), dejavniki okolja (izobrazba staršev, stimulacija v družini, mestno/podeželsko okolje…), poklicni dejavniki (stopnja aspiracije, skladnost med pričakovanji in aspiracijami), dejavniki osebnosti in dosežki v adolescenci (šolske ocene in uspeh, stopnja udeležbe pri šolskih in izvenšolskih dejavnostih, ...).
| Dimenzija                                                    | Poklicno nezrel posameznik | Poklicno zrel posameznik |
| ------------------------------------------------------------ | --- | --- |
| Usmerjenost posameznika k izbiri poklica                     | Odlaga vprašanje izbire poklica, se mu izmika, ga prelaga na druge                                                                                              | Dejavnosti so usmerjene na problem izbire; problema se zaveda; učinkovito uporablja vire, ki mu pomagajo pri odločanju                                        |
| Informiranost in načrtovanje poklicnega razvoja in odločitev | Informacije jih ne zanimajo, jih ne pridobivajo; ne načrtujejo                                                                                                  | Spoznavajo poklice; imajo veliko informacij; ravnanje načrtujejo v skladu s trenutnim stanjem poklica                                                         |
| Konsistentnost poklicnih preferenc                           | Ni konsistenten znotraj poklicnih ravni, področij in družin | Je konsistenten znotraj poklicnih ravni, področij in družin                                                                                                   |
| Kristalizacija lastnosti posameznika                         | Razlike med prevladujočimi lastnostmi skupine in osebnimi lastnostmi pogosteje vzdržuje ali jih usmerja v konflikt                                              | Spremlja, spreminja ali razvija svoje osebnostne lastnosti, da so čim bolj skladne z lastnostmi uspešnih pripadnikov določene skupine                         |
| Modrost poklicnih preferenc                                  | Neskladnost med sposobnostmi, izmerjenimi interesi in preferencami, izobrazbeno ravnjo interesov in preferenc in socioekonomsko dostopnostjo preference učencu. | Skladnost med sposobnostmi, izmerjenimi interesi in preferencami, izobrazbeno ravnjo interesov in preferenc in socioekonomsko dostopnostjo preference učencu. |

## Teorija prilagoditve delu
Teorijo sta leta 1984 razvila Dawis in Lofquist. Ukvarja se z razlago uspešnosti na delovnem mestu. Ta je odvisna od ujemanja med posameznikovimi delovnimi sposobnostmi (zaznavnimi, spoznavnimi in gibalnimi) in delovnimi zahtevami ter zadovoljstvom posameznika. Zadovoljstvo je odvisno od ujemanja vrednot osebe in poklicnih ojačevalcev. Ko prihaja do razhajanj med posameznikovimi značilnostmi in zahtevami okolja, posameznik začne s prilagajanjem na delovno mesto. Pri tem so pomembne njegove vrednote, značilnosti in slogi prilagajanja, zato je pri kariernem svetovanju pomembno upoštevati vse faktorje.

## Teorija poklicne dodelitve
Avtor teorije je K. Roberts, nastala je kot alternativa teorijam Ginzberga in Supra. Izhaja iz predpostavke, da je velika večina posameznikov zaradi notranjih in zunanjih dejavnikov omejenih pri izbiri poklica. Avtor je dal poudarek na omejitve, ki vplivajo na izbiro določenega poklica. Roberts uvede pojem destandardizacija življenjskih okolij, ki govori o tem, da se kariera zaradi različnih zahtev po izobraževanju, različnih priložnosti in strukture družinskega življenja pri različnih posameznikih razvija različno in različno hitro. Pri svetovanju je zato treba poleg značilnosti posameznika upoštevati tudi razvoj njegove lastne kariere in razmere na trgu dela.

## Teorija skupnostne interakcije
Teorijo je leta 1981 zasnoval B. Law. Temelji na predpostavki, da so najpomembnejši dejavniki v kariernih odločitvah medosebne izmenjave v lokalnih okoljih. Pomen okolja opredeli kot informacije, ki jih oseba dobiva od bližnjih ljudi, pričakovanja okolja, oseb, ki jim posameznik v zvezi s poklicnim odločanjem zaupa, podporo, ki ji oseba dobiva iz okolja in skladnost te podpore s posameznikovimi željami in pričakovanji.